# Abel (nombre)
Abel es un nombre propio masculino teofórico de origen hebreo (הָ֑בֶל, hāḇel). En griego es Ἅβελ. Habel (Ἄβελος en Flavio Josefo y en árabe es هابيل, Hābīl. 
Según la Biblia, Abel fue el segundo hijo de Adán y Eva. El relato agrega que asesinado por su hermano mayor Caín, envidioso de la preferencia divina hacia las ofrendas de Abel. 
Dada su presencia en los textos sagrados, este nombre fue usado ampliamente en los países cristianos, en especial en Europa. Durante el siglo XVII fue especialmente popular entre los puritanos ingleses. Abiel es un nombre similar, también de origen hebreo y usado en la Biblia, pero sin ninguna relación etimológica.

## Etimología
Abel se asocia al vocablo hebreo חֶבֶל (Heḇel) que significa soplo y por extensión algo vano o efímero. Sin embargo parece estar relacionado con el acadio ibil, a partir de su forma asiria, ablu 𒌉𒍑  que significa "hijo nacido."

## Santoral
25 de marzo: Abel, personaje bíblico.
27 de enero: Abel, personaje bíblico.

## Variantes
- Femenino: Abela.

### Variantes en otros idiomas
| Variantes en otras lenguas | Variantes en otras lenguas |
| -------------------------- | -------------------------- |
| Español                    | Abel                       |
| Catalán                    | Abel                       |
| Euskera                    | Abel                       |
| Gallego                    | Abel                       |
| Alemán                     | Abel                       |
| Árabe                      | هابيل, (Hābīl)             |
| Checo                      | Ábel                       |
| Chino                      | 阿贝尔 (Ā bèi'ěr)          |
| Danés                      | Abel                       |
| Esperanto                  | Habelo                     |
| Estonio                    | Aabel                      |
| Finlandés                  | Abel                       |
| Francés                    | Abel                       |
| Griego                     | Άβελ (Abel)                |
| Hebreo                     | הבל (Hevel)                |
| Holandés                   | Abel                       |
| Inglés                     | Abel                       |
| Italiano                   | Abele                      |
| Japonés                    | アベル (Aberu)             |
| Latín                      | Abel                       |
| Lituano                    | Abelis                     |
| Noruego                    | Abel                       |
| Polaco                     | Abel                       |
| Portugués                  | Abel                       |
| Rumano                     | Abel                       |
| Ruso                       | Авель (Avel)               |
| Serbio                     | Авељ (Avel)                |
| Sueco                      | Abel                       |